# Grandjeanfjord
De Grandjeanfjord is een fjord in het Nationaal park Noordoost-Groenland in het oosten van Groenland, vernoemd naar Emil Valdemar Asger Grandjean (1889-1948).

## Geografie
De fjord heeft een lengte van meer dan 75 kilometer. In het westen komt in het verlengde van de fjord de Heinkelgletsjer uit in de fjord. Hij is in het westelijk deel noordwest-zuidoost georiënteerd met het daarop aansluitende oostelijke deel dan weer zuidwest-noordoost georiënteerd met het laatste stukje richting het oosten. In het oosten mondt de fjord uit in het noordwesten van de Hochstetterbaai.
Ten noorden van de fjord ligt het C.H. Ostenfeldland en ten zuiden het Th. Thomsenland.